# 1063
Năm 1063  trong lịch Julius.

## Mất
- Tống Nhân Tông, Hoàng đế thứ tư của nhà Bắc Tống.